# Dasiops paulistana
Dasiops paulistana är en tvåvingeart som först beskrevs av Mario Bezzi 1910.  Dasiops paulistana ingår i släktet Dasiops och familjen stjärtflugor. Inga underarter finns listade i Catalogue of Life.